# Молодецьке (Горлівський район)
Молоде́цьке — селище Шахтарської міської громади Горлівського району Донецької області, Україна. Населення становить 1004 особи.

## Загальні відомості
Відстань до райцентру становить близько 3 км і проходить автошляхом місцевого значення.
Землі селища розташовані у безпосередній близькості від м. Шахтарськ Шахтарської міської ради Донецької області.
Унаслідок російської військової агресії Молодецьке перебуває на території ОРДЛО.

## Населення
За даними перепису 2001 року населення селища становило 1004 особи, з них 17,63 % зазначили рідною мову українську, 81,37 % — російську, 0,3 % — білоруську, 0,1 % — вірменську та німецьку мови.